# Atrofische vaginitis
Atrofische vaginitis (ook vaginale atrofie, urogenitale atrofie, of urogenitaal syndroom van de menopauze) is een ontsteking van de vagina (en het buitenste deel van de urinewegen) als gevolg van het slinken en dunner worden van de vaginawand en het droger worden van de vagina. Een en ander wordt veroorzaakt door de afwezigheid van het hormoon oestrogeen. 
Meestal wordt atrofische vaginitis veroorzaakt door de natuurlijke oestrogeenafname gedurende de peri-menopauze en heviger na de menopauze. Er zijn echter ook andere omstandigheden die atrofische vaginitis kunnen veroorzaken zoals chemotherapie, bestraling, ovariectomie, na bevalling en medicijngebruik (tamoxifen, danazol, medroxyprogesteron, leuprolide, nafarelin).
Veelvoorkomende symptomen zijn vaginale droogheid en jeuk met daardoor (zeer) pijnlijke geslachtsgemeenschap (dyspareunie) met makkelijk optredende beschadigingen in de vaginawand tot bloedens toe. Het slinken van het vaginaweefsel kan zo sterk zijn dat geslachtsgemeenschap moeilijk tot onmogelijk wordt. 
De symptomen kunnen deels ondervangen worden door het gebruik van glijmiddel bij de gemeenschap.  Behandeling met lokaal aangebracht oestrogeen (in de vorm van een gel, crème of zetpil) wordt soms voorgeschreven. Een nadeel van behandeling met oestrogeen is dat deze een hormonaal proces op gang brengt waardoor er minder testosteron beschikbaar komt, zodat opgewonden raken nog problematischer wordt. Ook kan de natuurlijke veroudering van het vaginale slijmvlies worden tegengegaan door behandeling met een gefractioneerde koolstofdioxidelaser.